# Katherine MacGregor
Katherine MacGregor   (Glendale, 12 de gener de 1925 - Woodland Hills, 13 de novembre de 2018) o Scottie MacGregor, nom artístic de Dorlee Deane MacGregor, fou una actriu estatunidenca.

## Biografia
Debutà a la pantalla gran el 1954, amb un petit paper en la prestigiosa La llei del silenci, d'Elia Kazan, al costat de Marlon Brando. No obstant això, malgrat tan prestigiós debut, la seva carrera cinematogràfica no quallarà, i de fet només tornarà a intervenir en dues petites pel·lícules The Student Nurses (1970) i The Traveling Executioner (1970).
Per contra, centra la seva activitat artística en el teatre, treballant en els escenaris de Broadway fins que el 1970 es traslladà a Los Angeles i començà a aparèixer a la televisió. Per a la pantalla petita intervingué esporàdicament en diverses sèries com Mannix o Ironside.
El 1974 li arribà el paper que la convertí en un dels personatges més populars del panorama televisiu en els anys setanta: El de la "Senyora Harriet Oleson", de la sèrie NBC Little House on the Prairie. Es tracta d'una dona antipàtica, egoista i mesquina, encara que MacGregor aconsegueix abordar el personatge -que interpretà entre el 1974 i el 1983- sense perdre el to còmic que també requerí el paper, guanyant les simpaties dels televidents de les desenes de països en els quals s'emetí la sèrie.
El 1979 viatjà a Madrid per ser entrevistada en els programes de Televisió Espanyola 625 línies i Ding Dong la cuina gràcies al col·laborador Tony Sáez.
Després de la cancel·lació de la sèrie MacGregor tornà als escenaris fins a la retirada definitiva. També es dedicà a fer classes de teatre a infants.